# Pusztai Kálmán
Pusztai Kálmán (Kolozsvár, 1944. június 7. – Kolozsvár, 2005. március 27.) villamosmérnök, egyetemi tanár.

## Életpályája
Szülővárosában a Brassai Sámuel Elméleti Líceumban érettségizett 1961-ben, a Kolozsvári Műszaki Egyetemen villamosmérnöki oklevelet szerzett 1965-ben. Itt kezdi pályáját a számítástechnikai tanszéken, közben a Bukaresti Műegyetem (1970–1975) munkatársa is, ahol a számítógépekről szóló értekezésével doktorált 1981-ben. 1992-től egyetemi tanár. Volt tanszékvezető és nyolc éven át dékán. A kolozsvári egyetemközi kommunikációs központ létrehozója és haláláig vezetője volt. Az Erdélyi Magyar Műszaki Tudományos Társaság vezető egyénisége volt, a szervezet által kiadott Műszaki Szemle szerkesztőbizottsági tagja.

## Munkássága
Kutatási területe: számítógép-hálózatok és számítógép-architektúra.

### Könyvei
- Mircea Ivan and Kalman Pusztai: Numerical Methods with Matematica. Mediamira Science Publisher, Cluj-Napoca, 2003. (ISBN 973-9357-41-5)
- Eneia Todoran and Kalman Pusztai: Denotational Semantics in Haskell. Mediamira Science Publisher, Cluj-Napoca, 2002. (ISBN 973-9358-73-X)
- S. Nedevschi, K. Pusztai: Standards in Information Technology Editura Casa Cărţii de Ştiinţă, Cluj-Napoca, 2000, 174 pag. (ISBN 973-686-075-2)
- I. Salomie, S. Nedevschi, K. Pusztai: Web Based Educational Technology, ISBN 973-686- 066-3. Editura Casa Cărţii de Ştiinţă, Cluj-Napoca 2000, 274 pag.
- I. Ignat, K. Pusztai, E. Muntean: UNIX. Gestiunea fişierelor. Editura Microinformatica. Editată sub egida Comisiei Naţionale de Informatică. Cluj-Napoca 1992.
- M. Ivan, K. Pusztai: Matematica asistată de calculator. Editura Alfasoft. Cluj-Napoca. 1993.

### Cikkei (válogatás)
- C. Ivan and K. Pusztai: An QoS provisioning service for distributed objects. In Proc. of CSCS-14, pages 412-421, Bucharest, Romania, 2003.
- K. Pusztai, O Kreiter, M. Joldos, and Z. Somodi: The Ipv6 Pilot Project at the Technical University of Cluj-Napoca. In Proc. of 2nd International RoEduNet Conference, Iasi, Romania, 2003
- A. Suciu, K. Pusztai and A. Vancea: Prolog Server Pages. In Proc. of 2nd International RoEduNet Conference, Iasi, Romania, 2003
- A. Suciu, K. Pusztai and A. Diaconu: Enhanced Prolog Remote Predicate Call Protocol. In Proc. of 2nd International RoEduNet Conference, Iasi, Romania, 2003.
- K. Pusztai, L. Iusan, and C. Morariu: TROTICS – More Than A Help-Desk Tool for ROEDUNET. In Proc. of 2nd International RoEduNet Conference, Iasi, Romania, 2003
- M. Joldos and K. Pusztai: Security Policies for RoEduNet. In Proc. of 2nd International RoEduNet Conference, Iasi, Romania, 2003
- E. Cebuc, K. Pusztai, O. Kreiter, and F. Florian: Gigabitethernet Tested Over Dark Fiber. In Proc. of 2nd International RoEduNet Conference, Iasi, Romania, 2003
- G. Sebestyen, K. Pusztai and Z. Somodsi: Dynamic Resource Management for Distributed Control Systems. In Proc. of CSCS-14, pages 385-389, Bucharest, Romania, 2003
- B. Szente, C. Vancea, L. Uiorean, F. Rusu, O. Cret, and K. Pusztai: The CREC general purpose reconfigurable computer. In Proc. of the IP Based Design Workshop, Grenoble, France, 2003.
- O. Cret, K. Pusztai, C. Vancea and B. Szente: CREC: A Novel reconfigurable Computing Design Methodology. In Proc. of 17th International Parallel and Distributed Processing Symposium (IPDPS'03), pages 175-185, Nice, France, 2003

Több egyetemi jegyzet szerzője.

## Emlékezete
A kolozsvári Műszaki Egyetem kommunikációs központja a nevét viseli.

## Külső hivatkozások
- Saját honlap
- Microsoft Academic Search[halott link]